# 湖头贤良祠
湖头贤良祠，位于中国福建省安溪县湖头镇安溪第三中学内，为一个省级文物保护单位，类型为古建筑及历史纪念建筑物，为第三批福建省文物保护单位，公布时间为1991年4月17日。
湖头贤良祠的历史年代为清。